# Nocturnos, op. 55

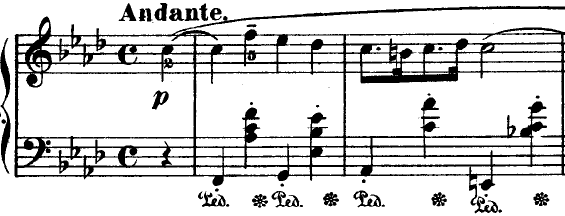
Primeros compases del Nocturno en fa menor, op. 55, n.° 1

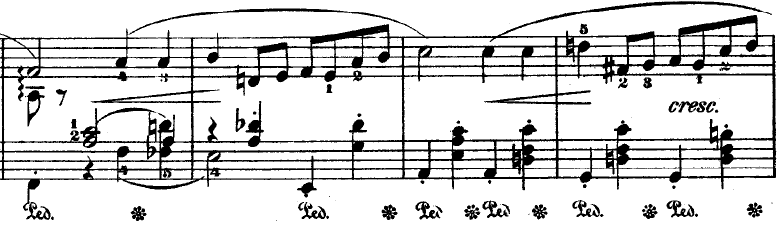
Segundo tema del Nocturno en fa menor, op. 55, n.° 1

Los Nocturnos, op. 55 son un conjunto de dos nocturnos para piano solo escritos por Frédéric Chopin. Son sus decimoquinta y decimosexta piezas del género, y fueron compuestos entre 1842 y 1844, y publicadas en agosto de 1844. Chopin los dedicó a su alumna y admiradora Mademoiselle Jane Stirling.

## Nocturno en fa menor, op. 55, n.° 1
Compuesto entre 1842 y 1844, el nocturno en fa menor tiene una duración media de unos 5 minutos.

### Estructura
La pieza está en forma ternaria (ABA). Su tema principal tiene un lento compás de 4
4 con un ritmo de figuras negras pesado y constante. Comienza con el tema principal que se repite una vez con variaciones menores. La mano derecha toca una melodía lenta y la mano izquierda acompaña con una nota de bajo y luego un acorde, en negras. Luego, la segunda sección se toca con, nuevamente, la mano derecha tocando la melodía y la mano izquierda acompañando con notas bajas y un acorde. Aunque hay cambios ocasionales en este patrón, por ejemplo, la mano izquierda toca una blanca sostenida con un acorde de negra arriba. Luego, el tema principal vuelve con algunas variaciones de las dos primeras veces que se tocó: se agrega una frase de tresillo al tercer compás de la sección. La segunda sección se repite nuevamente sin variaciones, seguida inmediatamente por la primera sección nuevamente con la secuencia de tresillos.

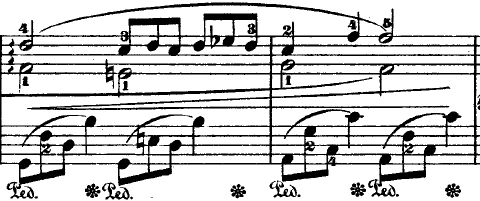
Un fragmento de la sección media.

Un cambio de tempo a più mosso acelera la pieza. Comienza con algunas corcheas rápidas en tresillos y luego tres acordes fuertes (forte). Esto luego se repite tres veces más hasta que aparece una sección completamente nueva con una melodía en la mano derecha y tresillos de acordes rotos en la izquierda. Una escala descendente y algunos acordes grandes completan esta sección y la llevan nuevamente al primer tema.
Luego hay una gran variación en el primer tema donde la melodía principal se toca con otras notas en el medio. Luego hay una gran sección de arpegios y rematando con seis acordes finales. Modulando a la tonalidad paralela de fa mayor para una cadencia final interrumpida.
Hay dos corales pequeños. El primero, en los compases 71–72, marca la transición de la sección B a la A, mientras que el segundo, en los compases 98–101, concluye la pieza, en fa mayor.
La pieza fue descrita por Frederick Niecks (biógrafo de Chopin) como: "notaremos solo la dolcezza flebile [débil] de la primera y la última sección, y la inferioridad de la sección intermedia más apasionada".

### Interpretaciones notables
Esta pieza fue interpretada por Vladimir Horowitz en su concierto debut televisivo en el Carnegie Hall en 1968, que fue transmitido en Estados Unidos a nivel nacional por CBS.

## Nocturno en mi bemol mayor, op. 55, n.° 2
El segundo nocturno en mi♭ mayor presenta un compás de 12
8, tresillos con corcheas en el bajo y una marca de tempo lento sostenuto. La mano izquierda presenta amplios arpegios de legato desde el bajo hasta el tenor, mientras que la mano derecha a menudo toca un dúo de contrapunto y una sola melodía altísima. Hay una cantidad considerable de ornamentación en la mano derecha, por ejemplo, los trinos prolongados en los compases 34 y 52-54. Los adornos cromáticos característicos, en los compases 7, 25, 36 y 50, a menudo subdividen los tiempos de forma sincopada en contraste con los tresillos constantes de la mano izquierda.

De este nocturno, Niecks escribió:
El segundo nocturno (en mi bemol mayor) difiere en forma de los otros nocturnos en... que no tiene una segunda sección contrastante, la melodía fluye hacia adelante de principio a fin de manera uniforme. La monotonía del sentimentalismo sin tregua no deja de hacerse sentir. A uno le invade un anhelo cada vez mayor de salir de esta atmósfera opresiva, de sentir la brisa fresca y el cálido sol, de ver rostros sonrientes y el vestido multicolor de la Naturaleza, de oír el susurro de las hojas, el murmullo de los arroyos, y voces que aún no han perdido el timbre claro y sonoro que imparten la alegría del presente y la esperanza del futuro.

## En el teatro
El segundo y tercer dúo del ballet In the Night de Jerome Robbins (1970) fueron coreografiados con esta música.

## En la cultura popular
- El nocturno en fa menor aparece en el thriller de acción de 1997 The Peacemaker (protagonizado por George Clooney y Nicole Kidman), donde el principal personaje terrorista (Marcel Iureş como Dusan Gavrich), siendo profesor de música, le explica a una niña cómo "sentir" correctamente e interpretar los matices de la música, y luego tocarla para ella en el piano. La pieza comienza como una interpretación de piano solo y luego se expande a un arreglo orquestal completo.[5]
- La canción "For the Damaged Coda" de Blonde Redhead está basada en el nocturno en fa menor,[6] y aparece en la serie animada Rick and Morty.[7]
- El tráiler de The Witcher 2: Assassins of Kings Hope tiene los Nocturnos, op. 55 sonando de fondo.
- La última misión de Cyberpunk 2077 se titula Nocturne Op55N1 y es interpretada por Hanako Arasaka al principio.[8]